# Liste der Kulturdenkmäler in Faid
In der Liste der Kulturdenkmäler in Faid sind alle Kulturdenkmäler der rheinland-pfälzischen Ortsgemeinde Faid aufgeführt. Grundlage ist die Denkmalliste des Landes Rheinland-Pfalz (Stand: 21. September 2023).

## Einzeldenkmäler
| Bezeichnung                         | Lage                                  | Baujahr                  | Beschreibung                                                                     | Bild                           |
| ----------------------------------- | ------------------------------------- | ------------------------ | -------------------------------------------------------------------------------- | ------------------------------ |
| Friedhofskreuz                      | Am Friedhof, auf dem Friedhof Lage    | 1847                     | Sandstein, bezeichnet 1847                                                       | BW                             |
| Quereinhaus                         | Dorfstraße 21 Lage                    | 1750                     | Fachwerkbau, teilweise massiv, bezeichnet 1750                                   | BW                             |
| Katholische Pfarrkirche St. Stephan | Dorfstraße 38 Lage                    | 1750                     | romanischer (?) Westturm, Saalbau 1750; acht Grabkreuze, 17. und 18. Jahrhundert | weitere Bilder Fotos hochladen |
| Brunnen                             | Entenpfuhl, Ecke Napoleonsstraße Lage |                          | Ziehbrunnen mit Brunnenhaus                                                      | BW                             |
| Quereinhaus                         | Stiergaß 1 Lage                       | 18. oder 19. Jahrhundert | Fachwerkbau, teilweise massiv, verputzt, 18. oder 19. Jahrhundert                | BW                             |

## Ehemalige Kulturdenkmäler
| Bezeichnung | Lage               | Baujahr | Beschreibung                                                                                           | Bild |
| ----------- | ------------------ | ------- | --- | ---- |
| Quereinhaus | Dorfstraße 19 Lage | 1839    | Quereinhaus; Fachwerkbau, teilweise massiv, bezeichnet 1839; abgebrochen und aus Denkmalliste gelöscht | BW   |